# Zablo
Zablo est une localité située dans le département de Kaya de la province du Sanmatenga dans la région Centre-Nord au Burkina Faso.

## Géographie
Zablo est situé à 7 km au nord-ouest du centre de Kaya, la principale ville de la région. Le village est traversé par la route nationale 15 reliant à Kaya à Kongoussi.

## Éducation et santé
Le centre de soins le plus proche de Zablo est le centre hospitalier régional (CHR) de Kaya.
Zablo possède une école primaire publique.